# Osireion

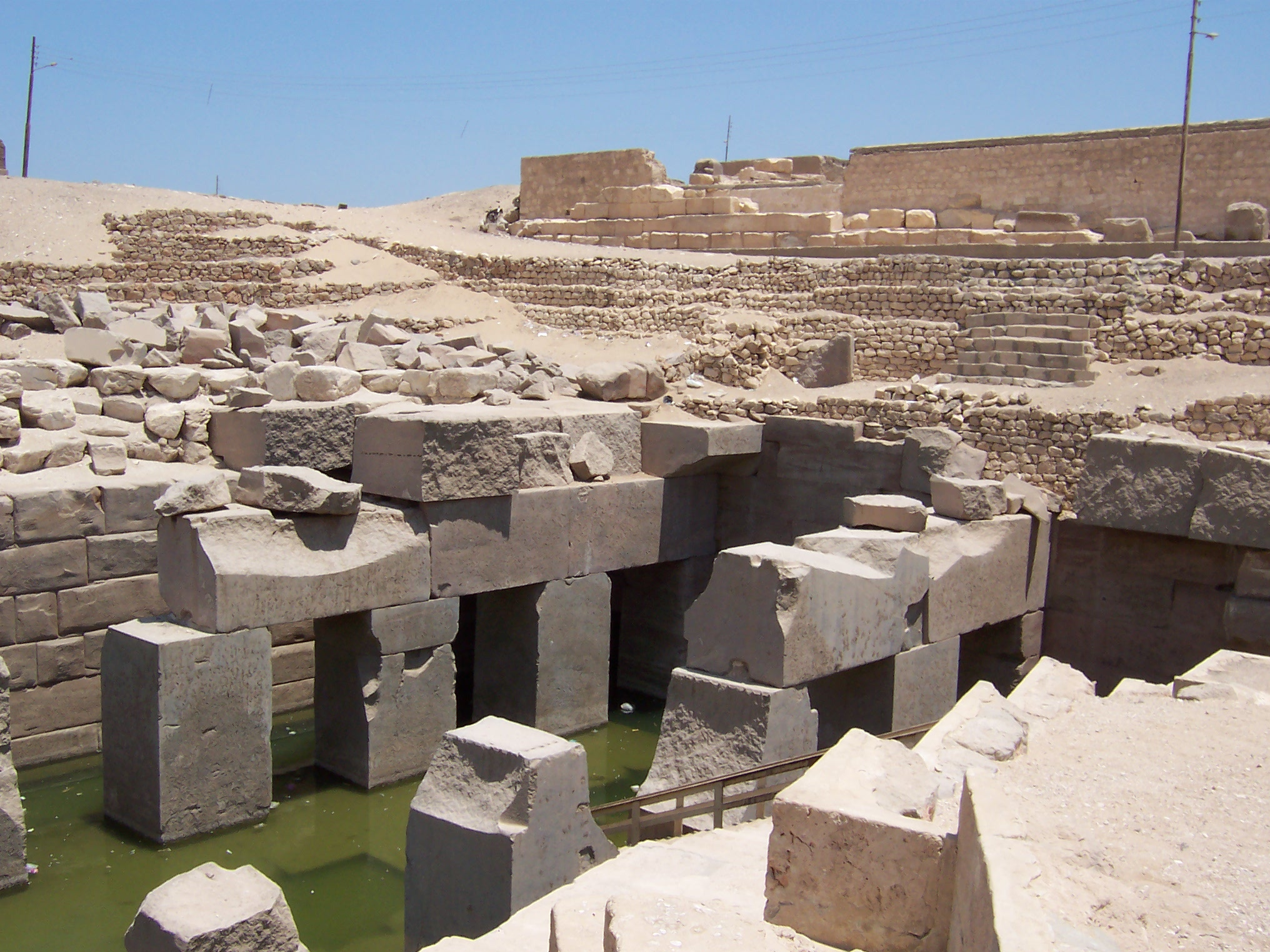
Estado actual del Osireion en Abidos

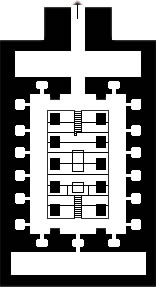
Plano del Osireion

El Osireion u Osirión es antiguo templo, que para la ciencia es el cenotafio que el faraón egipcio Seti I mandó construir en Abidos. Se encuentra en la prolongación del eje longitudinal del templo del faraón, y se realizó con piedra caliza, arenisca rojiza, y granito en la cámara central.
Su estructura consta de: un corredor abovedado, que partiendo del templo de Seti I llega hasta la antecámara, un corto pasaje, que comunica con la gran cámara central, rodeada por 17 nichos, y una última cámara, paralela a la antecámara.
La decoración de los accesos, que se puede observar tanto en los muros como en el techo, se deben principalmente a Merenptah, hijo de Ramsés II, destacando las escenas del Libro de las Puertas, un texto religioso típico de las tumbas reales de la Dinastía XIX.
Se trata de una edificación carente, en la actualidad, de superestructura, aunque pudo estar formada por un túmulo sobre el que habría plantados sauces y otros símbolos vegetales asociados al dios Osiris. 
Se cree que el Osireion buscaba, con su organización interna, la evocación de la creación según la mitología egipcia, representando la colina primigenia que emergió de las aguas primordiales.
La tipología edificatoria, sus elementos y los materiales empleados (granito) guardan semejanza con el templo del valle de la pirámide de Kefrén, en Guiza, por lo que algunos eruditos han sugerido que puede tratarse de una copia, o de un edificio anterior reutilizado.
Actualmente no es posible acceder al interior, debido a la inundación provocada por la subida del nivel freático de la capa de agua subterránea, siendo este de un metro de altura aproximadamente.
Para otros arqueólogos, su origen y función es desconocida.